# Portugal en los Juegos Olímpicos de Pyeongchang 2018
Portugal estuvo representado en los Juegos Olímpicos de Pyeongchang 2018 por 2 deportistas que compitieron en 2 deportes. Responsable del equipo olímpico fue el Comité Olímpico de Portugal, así como las federaciones deportivas nacionales de cada deporte con participación.
El portador de la bandera en la ceremonia de apertura fue el esquiador de fondo Kequyen Lam. El equipo olímpico portugués no obtuvo ninguna medalla en estos Juegos.